# Nugesha Gagnidze

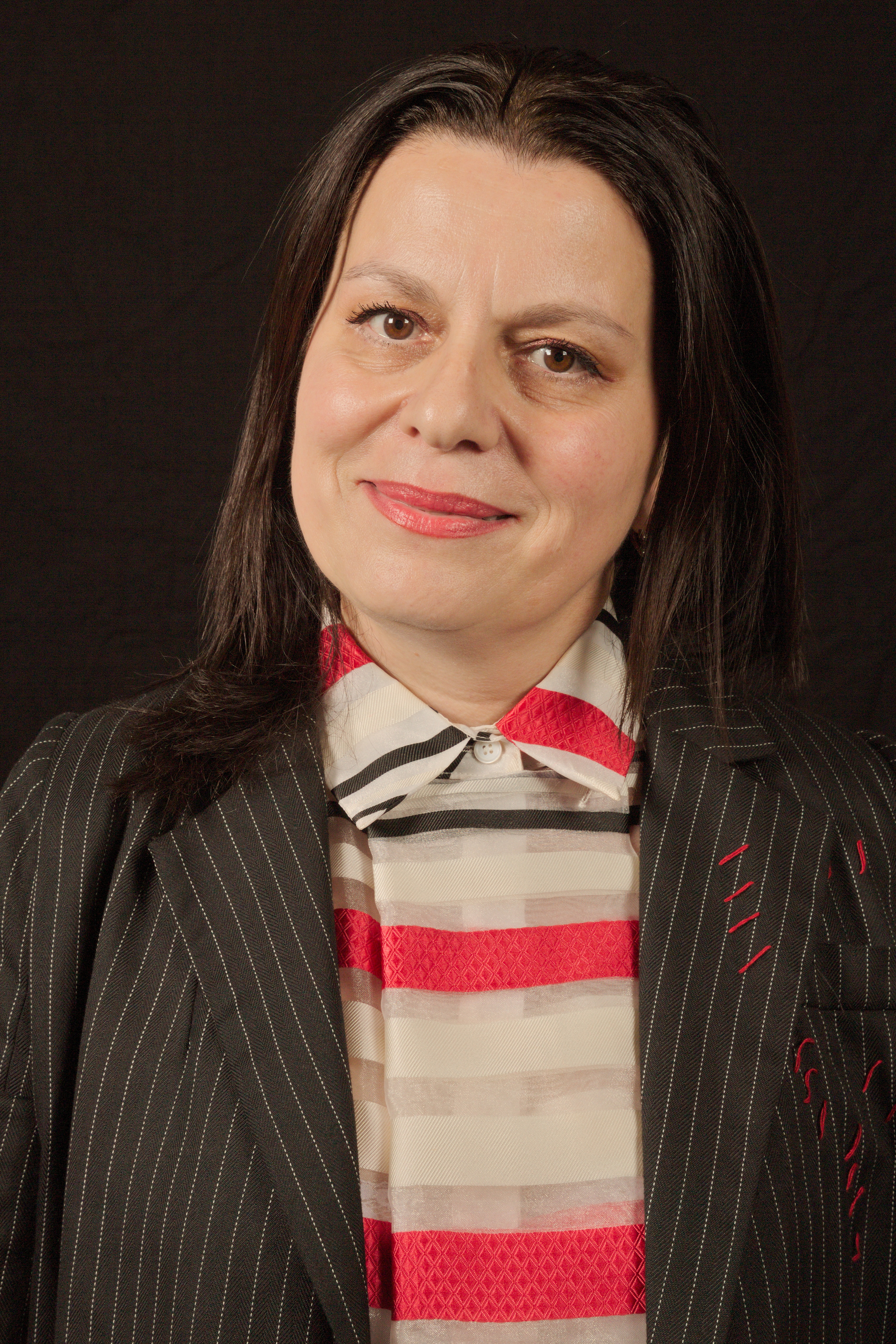
Nugesha Gagnidze (2018)

Nugesha Gagnidze (georgisch ნუგეშა გაგნიძე; * 1966 in Georgische Sozialistische Sowjetrepublik, Sowjetunion) ist eine georgische Germanistin und Übersetzerin. Sie ist Hochschullehrerin für deutsche Literatur an der Akaki-Zereteli-Universität in Kutaissi.

## Leben und Werk
Gagnidze studierte Geschichte und Germanistik in Kutaissi. An der Ivane-Javakhishvili-Universität in Tiflis wurde sie mit einer Arbeit über „Sentimentalismus und Goethes Roman Die Leiden des jungen Werther“ promoviert. Gagnidze war Stipendiatin des DAAD an der Georg-August-Universität Göttingen.
Gagnidze ist ordentliche Professorin an der Abteilung für Deutsche Philologie – Fakultät der Geisteswissenschaften der Universität Kutaissi. Wissenschaftlich bearbeitet sie den Bereich der deutschen Klassik, Friedrich Nietzsche und Autoren des 20. Jahrhunderts.
Zu ihren Veröffentlichungen zählen Monografien und wissenschaftliche Arbeiten sowohl über deutsche Autoren wie Lessing, Goethe, Schiller, Nietzsche, Franz Kafka, Bertolt Brecht, Stefan George, Georg Heim, Georg Trakl, Gottfried Benn, Ingeborg Bachmann, Krista Wolf, Alfred Döblin, Klemens Eich, Heinrich Julius Klaproth als auch (deutsch-)georgische Schriftsteller wie Sulchan-Saba Orbeliani, Wascha-Pschawela, Grigol Robakidse, Giwi Margwelaschwili und Nino Haratischwili.
Gagnidze gründete 2013 den SIE-Club „Kutaisi-Colchis“ und war 2015–2016 Vorsitzende des Clubs „Frauen für Entwicklung der Regionen“. Sie ist Mitglied der Thomas Mann-Gesellschaft Düsseldorf und der Goethe-Gesellschaften in Weimar und Kutaissi. Gagnidze betreut die Partnerschaft zwischen den PASCH-Schulen Elisabeth-von-Thadden-Schule in Heidelberg und der 1. Öffentlichen „Akaki-Tsereteli“-Schule Kutaissi.

## Werke (Auswahl)
- Goetes rezepzia Nizsches schemokmedebaschi (Studien zu Nietzsches Goethe-Rezeption). Kutaissi 2007.
- Übersetzungen von Werken von Friedrich Nietzsche, Ingeborg Bachmann, Josef Weinheber und Grigol Robakidse in die georgische Sprache

In deutscher Sprache
- Mit Margret Schuchard: Grigol Robakidse (1880–1962). Ein georgischer Dichter zwischen zwei Sprachen und Kulturen. Shaker, Aachen 2011. ISBN 978-3-8322-9792-3.